# Jan van Andel
Jan van Andel (* 26. Juni 1877 in Poederoijen, Provinz Gelderland; † 1. Januar 1973 in Leidschendam, Provinz Zuid-Holland) war ein niederländischer Generalleutnant des Heeres.

## Leben
Van Andel absolvierte nach dem Schulbesuch zwischen 1895 und 1899 eine militärische Ausbildung an der Königlichen Militärakademie (Koninklijke Militaire Academie) in Breda. Am 29. Juli 1899 wurde er zum Leutnant (Tweede luitenant) befördert und war danach Offizier bei der Artillerietruppe (Wapen der Artillerie). Während seiner weiteren Dienstzeit wurde er am 29. Juli 1903 zum Oberleutnant (Eerste luitenant) befördert, ehe er schließlich nach zwanzigjähriger Dienstzeit am 21. Januar 1915 zum Hauptmann (Kapitein) befördert wurde. Nach Ende des Ersten Weltkrieges besuchte er einen Lehrgang an der Höheren Kriegsschule (Hogere Krijgsschool) in Haarlem und wurde nach seiner Beförderung zum Major (Majoor) am 1. Januar 1926 Offizier im Generalstab. Während seiner dortigen darauf folgenden Verwendungen wurde er am 2. Mai 1929 zum Oberstleutnant (Luitenant-kolonel) sowie am 1. November 1931 zum Oberst (Kolonel) befördert.
Nach seiner Beförderung zum Generalmajor (Generaal-majoor) am 1. März 1934 war van Andel zwischen dem 1. März 1934 und dem 1. November 1936 Befehlshaber der 1. (Infanterie)-Division (Eerste Vredesdivisie) sowie ab 1936 in Personalunion auch Befehlshaber der 1. Abteilung (Eerste Afdeling). In diesen Verwendungen folgte ihm jeweils am 1. November 1936 Generalmajor Jules Theodore Alting von Geusau. Er selbst wurde am 1. November 1936 zum Generalleutnant (Luitenant-generaal) und trat 1. Mai 1937 in den Ruhestand.
Vor dem Einmarsch der deutschen Wehrmacht am 10. Mai 1940 wurde van Andel wieder in den aktiven militärischen Dienst zurückbeordert und übernahm von Generalmajor Godfried van Voorst tot Voorst den Posten als Kommandeur der Festung Holland, die die Städte Leiden, Den Haag, Rotterdam, Dordrecht und Utrecht umschloss und als letzte Verteidigungslinie der niederländischen Streitkräfte vorgesehen war. Diese Funktion hatte er bis zur Gesamtkapitulation der niederländischen Streitkräfte am 14. Mai 1940 inne. Am 15. Juli 1940 trat er endgültig in den Ruhestand.